# 薄井坦子
薄井 坦子（うすい ひろこ、1932年1月 – 2022年2月）は、日本の看護学者。千葉大学名誉教授、宮崎県立看護大学初代学長、名誉教授。

## 略歴
広島県広島市生まれ。お茶の水女子大学文教育学部を卒業後、1961年に東京大学医学部衛生看護学科を卒業。日本医師会、東京女子医科大学病院などを経て、1965年東京女子医科大学看護短期大学教授、1975年千葉大学看護学部教授、1997年から宮崎県立看護大学で教鞭を取り (～2002年)、2011年まで初代学長を務めた。
看護学に関する文献・調査研究や、看護婦としての実践から「看護とは何か」を求めた。フローレンス・ナイチンゲールの唱えた看護論の翻訳でも知られ、日本翻訳文化賞を受賞した。1980年にナイチンゲール研究学会会長に就任した。
2022年２月、死去。

## 主要な著作
- 『科学的看護論』日本看護協会出版会、1974年。1978年に改定版、2015年に第3版あり。
- ナイチンゲール著作集
  - フローレンス・ナイチンゲール、湯槙ます (監修) 著、薄井 訳『ナイチンゲール著作集・第1巻』現代社、1975年。ISBN 4874740324。
  - F・ナイチンゲール、湯槙 (監修) 著、薄井 訳『ナイチンゲール著作集・第2巻』現代社、1974年。ISBN 4874740146。OCLC 834841300。
  - F・ナイチンゲール、湯槙 (監修) 著、薄井 訳『ナイチンゲール著作集・第3巻』現代社、1977年。ISBN 4874740154。OCLC 834735671。
- 『科学的な看護実践とは何か』 1巻、現代社〈薄井坦子教授講演集〉、1982年。ISBN 4874740308。のち「現代社白鳳選書」収載
- 薄井坦子〔ほか〕『Module方式による看護方法実習書 : 千葉大学看護学部基礎看護学講座』現代社、1982年3月。ISBN 4874740278。 NCID BN03103752。1990年に改訂2版、2004年改訂3版あり
- 薄井、今村節子「実践方法論の仮説検証を経て学的方法論の提示へ—ナイチンゲール看護論の継承とその発展」『日本看護科学会誌』第3巻第2号、1983年、1-3頁、doi:10.5630/jans1981.3.2_1、ISSN 0287-5330。
- 「看護する立場からみる「環境と人間」—患者の生活過程を整えるとは」『教育と医学』第33巻第10号、1985年10月、1001-1007頁、ISSN 0452-9677。
- 『ナースが視る人体—看護のための人間論』講談社、1987年。ISBN 4062012790。
- 『看護実践から看護研究へ—「看護のなかの死」から何を学ぶか』日本看護協会出版会、1989年。ISBN 4818002305。
- 『ナイチンゲール看護論の科学的実践: 看護科学研究会・事例検討集 (第1集〜第5集)』現代社〈現代社白鳳選書〉、1989年。 NCID BN03268570。
- 『何がなぜ看護の本質なのか』日本看護協会出版会、1992年。
- 『看護学原論講義 改訂版』現代社、1994年。ISBN 4874740820。 NCID BN10663418。

- 薄井、竹中文良、川島みどり『疾病の成立と回復促進』放送大学教育振興会、2001年。放送大学教材 (13818-1-0111）
- 薄井坦子 (代表)、小玉香津子、三瓶眞貴子、新田なつ子『基礎看護技術』医学書院〈系統看護学講座-専門2 基礎看護学〉、2002年。第13版
- 『生きているとは : 看護の本質とこれからの看護』森ノ宮医療学園出版部、2012年。ISBN 9784905195009。 NCID BB22225865。

## 所属する学会
- 日本看護科学学会
- ナイチンゲール研究学会
- 日本感染看護学会
- 千葉看護学会
- 看護科学研究学会

## 受賞
- 日本翻訳文化賞 (1977年)—"Selected writings of Florence Nightingale" の翻訳『ナイチンゲール著作集・全3巻』(現代社) に対して[5]